# Veliki Paržanj
Koordinati:   43°02′11″N, 16°15′22″E
Veliki Paržanj je majhen nenaseljen otoček v Jadranskem morju. Pripada Hrvaški.
Veliki Paržanj, ki je v nekaterik zemljevidih  imenovan tudi Veli Paržanj, leži vzhodno od Visa. Njegova površina meri 0,068 km². Dolžina obalnega pasu je 1,17 km. Najvišji vrh na otočku doseže višino 23 mnm.